# Joaquín Sorolla García
Joaquín Sorolla García (Valencia, 8 de noviembre de 1892-Madrid, 2 de marzo de 1948) fue el primer director del Museo Sorolla desde su fundación en el año 1932 hasta su fallecimiento en 1948. A su muerte, dejó legada su colección de 156 obras a los fondos del Museo. Tres años después, por una Orden Ministerial del 16 de julio de 1951, se acepta su legado y se añade al de su madre. Durante su vida también practicó la pintura. Fue el hijo mediano del pintor Joaquín Sorolla y Bastida y Clotilde García del Castillo.

## Biografía
Joaquín Sorolla García realizó sus primeros estudios de Primaria y Secundaria en la Institución Libre de Enseñanza. Durante estos años empezó a interesarse por la física y la química, cosa que expresa en la correspondencia que mantiene con su padre. De este modo iniciaría la carrera de Ingeniería en Londres en 1910, la cual no concluiría. Tras ello iniciaría sus estudios en lengua inglesa.
Durante su estancia en la capital británica sufre un accidente de moto, lo que llevaría a su madre y a su hermana Elena a desplazarse hasta allí para acompañarlo, mientras su padre y su hermana María permanecen en Madrid. Ello no le acarrearía problemas graves para su salud, pues su recuperación fue bastante rápida, pero serviría para diagnosticarle sífilis, por lo que tuvo que someterse a un riguroso tratamiento.
Su estancia en Londres se prolongaría hasta 1914, cuando volvería a casa de sus padres en Madrid debido al comienzo de la Primera Guerra Mundial. Su padre utilizaría sus "influencias para conseguir que su hijo Joaquín se libre de hacer el servicio militar obligatorio, quizá por motivos de salud."
Desde diciembre de 1922 hasta abril de 1923 permanecería en Nueva York, pues debido a la hemiplejia que su padre había sufrido, este se veía incapacitado para viajar hasta allí y cobrar los paneles que había realizado para la Hispanic Society. Muerto Joaquín Sorolla y Bastida en 1923, su mujer, Clotilde García del Castillo,  pretende fundar en la propia vivienda familiar un museo que perpetuase la memoria de su marido. Dado que fallece pocos años después sin haber visto materializados sus deseos, esta labor sería retomada por sus hijos. De este modo, Joaquín Sorolla García sería nombrado Primer Director del Museo Sorolla desde 1932 hasta su fallecimiento en 1948.
Fallecido el 2 de marzo de 1948 y como expresaba en su testamento, sus propiedades pasaron a la Fundación del Museo y tres años después, por una Orden Ministerial del 16 de julio de 1951, se acepta su legado y se añade al de su madre, sumándose 156 obras más a los fondos de la Fundación.
Joaquín Sorolla García fue un joven de su tiempo, siempre a la moda y cuidadoso con su aspecto, hecho en el que influirían sus años en Inglaterra. Aunque son conocidos algunos de sus romances, nunca llegó a casarse. Quizá uno de los más notables fuera el mantenido con Raquel Meller, cantante y actriz española. Como se conoce por la correspondencia familiar, esta no era del agrado de sus padres, pues lo consideraban un amor imposible por poseer ella otra relación seria. Joaquín Sorolla muere sin descendencia, legando a su muerte todos sus bienes a la Fundación del Museo Sorolla.